# Dorfkirche Mönchow

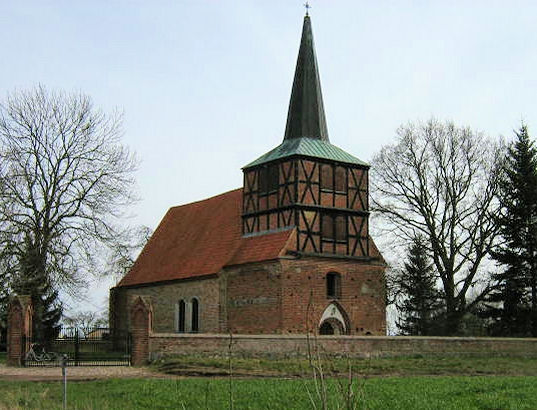
Kirche Mönchow

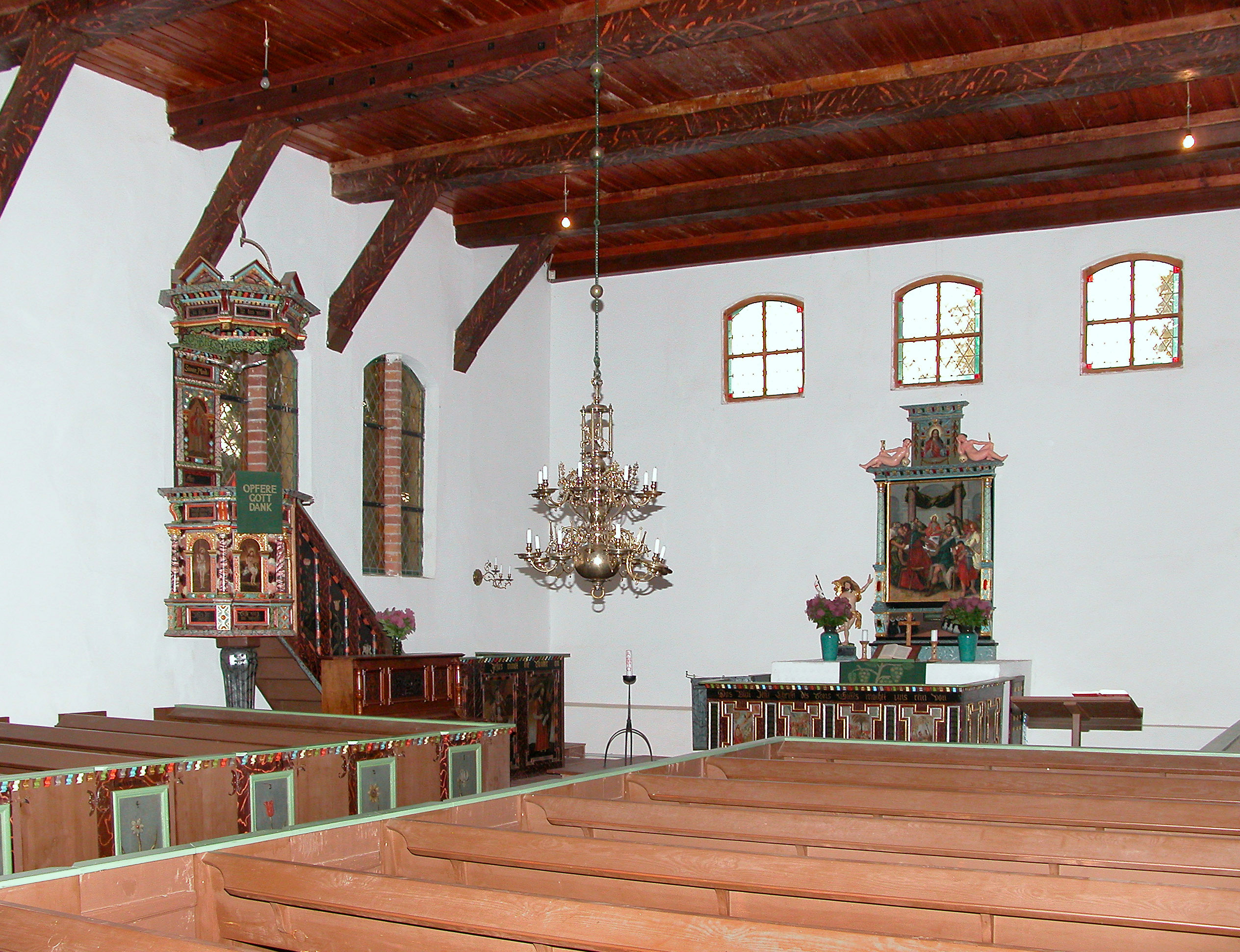
Kirche Mönchow

Die Kirche Mönchow ist eine evangelisch-lutherische, aus dem 15. Jahrhundert stammende spätgotische Dorfkirche in Mönchow, einem Ortsteil von Usedom. Sie befindet sich im Südteil des Usedomer Winkels, nahe dem Übergang vom Stettiner Haff in den Peenestrom, hier als „Der Strom“ bezeichnet.

## Geschichte
Die ältesten Teile der Kirche stammen aus der zweiten Hälfte des 15. Jahrhunderts. Der Chor hatte, wie Reste alter Fundamente zeigen, ursprünglich eine runde Form. Der heutige gerade Chorabschluss mit drei Segmentbogenfenstern wurde Ende des 16. Jahrhunderts eingerichtet. Die Bemalung von Gestühl, Kanzel, Altarschranke und Emporenbrüstung wurde bei der Renovierung im Jahr 1883 überstrichen, nach mehr als 100 Jahren wiederhergestellt. Das Kirchenschiff besteht aus einem Fachwerkbau, das von einem durchgemauerten Backsteinbau umschlossen wird.
Der ursprünglich höhere Kirchturm, damals ein mit Brettern verschalter Holzturm auf dem steinernen Unterbau, wurde am 17. Januar 1817 bei einem Sturm umgeworfen. Das heutige Fachwerkoberteil wurde in den Jahren 1827/28 errichtet.
Die Kirche hat im Inneren eine flache Balkendecke. Altarbrüstung und Altarbild, eigentlich ein Epitaph mit der Darstellung des Apostels Andreas, stammen vom Anfang des 17. Jahrhunderts. Die Kanzel ist auf das Jahr 1605 datiert und wurde aufgrund eines Gelübdes gestiftet.
Der bis 1883 in der Kirche vorhandene Marienaltar befindet sich in Resten in der St. Petrikirche in Wolgast.

## Gemeinde
Die Kirche in Mönchow gehört zur Kirchengemeinde Mönchow-Zecherin. Diese bildet mit den Kirchengemeinden Stolpe auf Usedom und St. Marien in Usedom ein Pfarramt. Das Pfarramt gehört zur Propstei Pasewalk in der Kirchenprovinz Pommern der Evangelisch-Lutherische Kirche in Norddeutschland (Nordkirche).